# L (album av Louise Hoffsten)
L är ett album från 2015 av Louise Hoffsten.

## Låtlista
| Nr           | Titel                      | Längd |
| ------------ | -------------------------- | ----- |
| 1.           | Lucky Me                   | 3:25  |
| 2.           | If You Wanna See A Rainbow | 4:03  |
| 3.           | My Dignity                 | 4:03  |
| 4.           | I Feel Like Running        | 4:03  |
| 5.           | Hold The Light             | 3:22  |
| 6.           | Starhead And Scarecrow     | 4:49  |
| 7.           | Out Of Words               | 4:26  |
| 8.           | Always On The Run          | 2:45  |
| 9.           | Not Bulletproof            | 3:42  |
| 10.          | Other Side Of The Glass    | 4:02  |
| Total längd: | Total längd:               | 38:40 |